# Leiobunum sp. A
„Leiobunum sp. A“, auch Riesen-Weberknecht oder Namenloser Rückenkanker, ist der provisorische Name einer in Mitteleuropa neu entdeckten Art der Weberknechte, die nach den bisherigen Vermutungen als Neozoon aus einer anderen Region, möglicherweise Nordafrika, nach Mitteleuropa eingeschleppt worden ist, aber bisher nirgendwo sonst nachgewiesen wurde. Die Art wurde 2007 morphologisch beschrieben, aber bis heute nicht formal taxonomisch erstbeschrieben, so dass sie noch keinen gültigen wissenschaftlichen Namen erhalten kann. Unter dem provisorischen Namen sind aber bereits eine Reihe wissenschaftlicher Publikationen über sie erschienen, sie wurde sogar, ungewöhnlich für einen Weberknecht, in der Tagespresse erwähnt.

## Beschreibung
Leiobunum sp. A ist eine große, robuste Weberknecht-Art mit sehr langen Beinen. Die Körperlänge der Weibchen ist 5,4 bis 6,4 Millimeter, diejenige der Männchen 4 bis 4,9 Millimeter, bei einer Spannweite der Beine bei den Weibchen von 17 Zentimeter, der Männchen von 18 Zentimeter. Die einzige mitteleuropäische Art, die vergleichbare Größe erreicht, ist Leiobunum limbatum. Am Körper ist die Oberseite (Dorsum) dunkel, beinahe schwarz gefärbt, mit einigen weißen Zeichnungselementen, mit einem sehr markanten grün-metallischen Schimmer, der nur selten undeutlich ist. Die Unterseite und die Grundglieder (Coxae) der Beine sind gelblich, in scharfem Kontrast zu den dunklen Trochanteren und restlichen Beingliedern und dem Dorsum. Bei jüngeren Weibchen ist die Spitze der Femora ebenfalls weiß gezeichnet (später undeutlich).
Der Augenhügel ist bei der Art hoch, an der Basis etwas eingeschnürt, etwas nach hinten gebogen und unbedornt (Gattungsmerkmal), nur mit einigen Haaren besetzt. Die Cheliceren sind glatt, ohne Tuberkel, und gelb gefärbt. An den Beinen tragen alle Coxen zwei Reihen von Tuberkeln, außer dem dritten, an dem die hintere Reihe fehlt. Für die sichere Bestimmung wichtig ist die Gestalt des Penis der Männchen.

## Biologie und Verhalten
Alle bisher bekannten Vorkommen stammen von Hauswänden. Viele wurden an den Wänden großer Industriebauten oder deren Ruinen, beobachtet, sie treten aber offenbar genauso an den (oft mit Kalk) verputzten Wänden ganz gewöhnlicher Mehrfamilien-Wohnhäuser auf. Die Art ist sehr auffallend dadurch, dass die Tiere sich tagsüber zu großen Aggregationen von bis zu mehreren Hundert Exemplaren zusammenschließen, bei denen dann zahlreiche Tiere mit direktem Körperkontakt ruhen. Gelegentlich halten sich Weberknechte anderer Arten, darunter der nahe verwandte Leiobunum rotundum, mit in den Aggregationen auf. Solche Aggregationen sind in der Gattung Leiobunum bereits von amerikanischen Arten beschrieben worden.
In der nächtlichen Aktivitätsperiode gehen sie einzeln auf Nahrungssuche, kommen aber tagsüber wieder zusammen, in der Regel immer wieder an derselben, traditionellen Stelle. Es wurde eine gewisse Bevorzugung von nordexponierten Wänden festgestellt, wobei windgeschützte Stellen ohne direkte Sonneneinstrahlung immer bevorzugt wurden. An weißen Hausfassaden verraten sich diese Rastplätze durch die von den Tieren abgegebenen Fäzes. Bei Störung bewegen die Tiere mit hoher Geschwindigkeit ihren Körper auf und ab, wobei sich die Bewegung wellenartig durch die ganze Kolonie fortpflanzt. Bei stärkerer Störung kommt es zur Flucht, die Aggregation löst sich auf.
Die Tiere verfolgen zwei Jagdstrategien. Entweder tasten sie im Lauf mit dem zweiten Beinpaar den Weg vor sich ab, oder sie verharren regungslos, mit ausgestreckten Beinen, und warten darauf, dass ein Beutetier sie berührt. Beute sind kleine, weichhäutige Insekten wie Mücken, Blattläuse, Staubläuse und Fliegen. Daneben wird, wie typisch für Weberknechte, auch Aas verwertet, etwa Beutereste von Spinnen.
Ausgewachsene, geschlechtsreife Tiere wurden vom Sommer an, mit Maximum im September, an den Wänden beobachtet. Eier werden von September bis Januar abgelegt, nur diese überwintern. Die Jungtiere leben am Boden, man findet sie im Schutz von Holz oder Steinen im Umfeld der Häuser. Bis zum Adultstadium gibt es vermutlich sieben Häutungen. Die ersten Subadulten und adulten Tiere treten an den Hauswänden im Juni auf. Dort schließen sie sich bald zu den Aggregationen zusammen, die bis Oktober bestehen bleiben. Die Paarung beginnt gegen Ende August.

## Verbreitung
Die Art wurde erstmals im Jahr 2004 von Hay Wijnhoven auf einem Industriegelände in Nijmegen in den Niederlanden bemerkt. Veröffentlichungen in Foren im Internet erbrachten schnell zahlreiche weitere Angaben der auffälligen Art, so dass 2007 bereits Nachweise auch aus Deutschland, Österreich und der Schweiz vorlagen. Wie lange die Art möglicherweise schon unentdeckt vorkam, kann nicht angegeben werden. Es wird vermutet, dass sie mit Warenlieferungen, möglicherweise in einen Hafen, eingeschleppt wurden. Der Bericht über auffällig viele Weberknechte in einer Ladung Holz aus Casablanca (Marokko) in einer Holzhandlung im niederländischen Schagen, Nordholland, ließ eine Herkunft aus Nordafrika möglich erscheinen.
Die Verbreitung der Art blieb zunächst weitestgehend auf den Westen, vor allem entlang des Rheintals, konzentriert. Sie konzentriert sich auf die Tieflagen (in Luxemburg etwa keine Funde im Ösling, während das Gutland dicht besiedelt ist, in Österreich keine Funde oberhalb 450 Meter Meereshöhe, in England oberhalb 130 m). Seit 2006 waren erste Funde aus Ostfrankreich bekannt, 2007 in Vorarlberg, Österreich. Funde in Klagenfurt am Wörthersee, Graz und Ehrenhausen markieren dort die bisher bekannte südöstliche Verbreitungsgrenze. Die Nordgrenze der Verbreitung liegt in England und Dänemark. Die bisherige Ostgrenze wurde 2017 in Polen erreicht. Eine weitere Ausbreitung ist hoch wahrscheinlich und wird allgemein erwartet.

### Ausbreitung in Deutschland
Der Erstnachweis in Deutschland, im August 2005 an einem alten Industriegebäude in Duisburg und einem Schulgebäude in Oberhausen (Ruhrgebiet), gelang jeweils rückwirkend erst 2009, anhand eines Fotobelegs. Eine sofort begonnene Nachsuche ergab bereits zahlreiche Fundorte im gesamten Westen des Ruhrgebiets, so dass eine bereits länger zurückliegende Einwanderung wahrscheinlich ist. 2009 war die Art am Oberhafenkanal in Hamburg angekommen. Fernab der bisherigen Fundorte im Rheinland wurde der Weberknecht 2011 in einem Baumarkt in Berlin nachgewiesen, so dass auch hier eine Verschleppung mit Holztransporten naheliegt. Der Erstnachweis für das dazwischen liegende Sachsen-Anhalt gelang erst 2019.

## Invasivität
Die Erstentdecker Wijnhoven und Kollegen äußerten 2007 die Befürchtung, dass die neue Art durch ihre massiven Vorkommen heimische Weberknecht-Arten schädigen oder möglicherweise verdrängen könnte. Bislang ist es aber, soweit bekannt, nicht zu Verdrängungen gekommen. Grund könnte das strikt synanthrope, auf das direkte Umfeld des Menschen, konzentrierte Vorkommen der Art sein, wo er wenigen bestandsbedrohten Arten Konkurrenz machen kann. Obwohl Schäden bisher nicht nachweisbar waren, schlägt das Landesamt für Natur, Umwelt und Verbraucherschutz Nordrhein-Westfalen vor, die neobiotische Art zu beobachten (Monitoring), um eine mögliche Gefährdung besser abschätzen zu können. Da für invasive Neobiota kein Meldesystem besteht, wird die Ausbreitung solcher Arten, wie in diesem Fall, sonst nur aufgrund von Privatinitiative oder durch Zufall bekannt.

## Taxonomie
Die Art wurde bei der Entdeckung der Gattung Leiobunum zugeordnet, aber nicht den formalen Kriterien genügend als Art beschrieben. Dies ist (Stand: 2020) auch seither noch nicht erfolgt, so dass immer noch unter provisorischen Namen auf sie Bezug genommen werden muss, da noch kein wissenschaftlicher Name vergeben worden ist. Nach genetischen Daten wurde die Zugehörigkeit zur Gattung bestätigt, als mögliche Schwesterart ergab die Analyse Leiobunum rotundum, die Typusart der Gattung, die auch morphologisch (etwa in der Form des Penis) sehr ähnlich ist. Damit ist eine Herkunft aus der westlichen Paläarktis wahrscheinlich.

## Trivia
Die auch für einmal darauf aufmerksam gemachte Laien auffallende Art wurde in Presseartikeln erwähnt, was ungewöhnlich für Weberknechte ist.